# Micrasema diteris
Micrasema diteris är en nattsländeart som beskrevs av Ross 1947. Micrasema diteris ingår i släktet Micrasema och familjen bäcknattsländor. Inga underarter finns listade i Catalogue of Life.